# Aeropuerto Municipal de St. George
El Aeropuerto Municipal de St. George (en inglés, St. George Regional Airport) (IATA: SGU, OACI: KSGU, FAA LID: SGU), es un aeropuerto público localizado a 9 kilómetros (6 millas) del Distrito financiero de St. George, en el Condado de Washington, Utah, Estados Unidos.
El Aeropuerto Municipal de St. George es un aeropuerto que sirve a la ciudad de St. George en el estado de Utah.

## Aerolíneas y destinos
| Aerolíneas       | Destinos                                         |
| ---------------- | ------------------------------------------------ |
| American Eagle   | Phoenix–Sky Harbor Estacional: Dallas/Fort Worth |
| Delta Connection | Salt Lake City                                   |
| United Express   | Denver, Los Ángeles                              |

## Estadíaticas

### Tráfico Anual
| Año  | Pasajeros | Año  | Pasajeros | Año  | Pasajeros |
| ---- | --------- | ---- | --------- | ---- | --------- |
| 2016 | 157,000   | 2020 | 160,000   | 2024 | 346,349   |
| 2017 | 206,000   | 2021 | 302,000   | 2025 |           |
| 2018 | 245,000   | 2022 | 253,000   | 2026 |           |
| 2019 | 203,000   | 2023 | 269,000   | 2027 |           |